# Comuna Bizovac, Osijek-Baranja
Bizovac este o comună în cantonul Osijek-Baranja, Croația, având o populație de 4.507 locuitori (2011).

## Demografie
Componența etnică a comunei Bizovac
     Croați (97,76%)
     Sârbi (1,09%)
     Necunoscut (0,07%)
     Neclasificat (0,8%)
Componența confesională a comunei Bizovac
     Catolici (96,41%)
     Ortodocși (1,53%)
     Necunoscută (1%)
     Alte religii (1,07%)
Conform recensământului din 2011, comuna Bizovac avea 4.507 locuitori. Din punct de vedere etnic, majoritatea locuitorilor (97,76%) erau croați, cu o minoritate de sârbi (1,09%). Apartenența etnică nu este cunoscută în cazul a 0,07% din locuitori. Din punct de vedere confesional, majoritatea locuitorilor (96,41%) erau catolici, cu o minoritate de ortodocși (1,53%). Pentru 1,0% din locuitori nu este cunoscută apartenența confesională.